# Hexisopus eberlanzi
Hexisopus eberlanzi är en spindeldjursart som först beskrevs av Roewer 1941.  Hexisopus eberlanzi ingår i släktet Hexisopus och familjen Hexisopodidae. Inga underarter finns listade i Catalogue of Life.